# エドワード・ペリュー (初代エクスマス子爵)

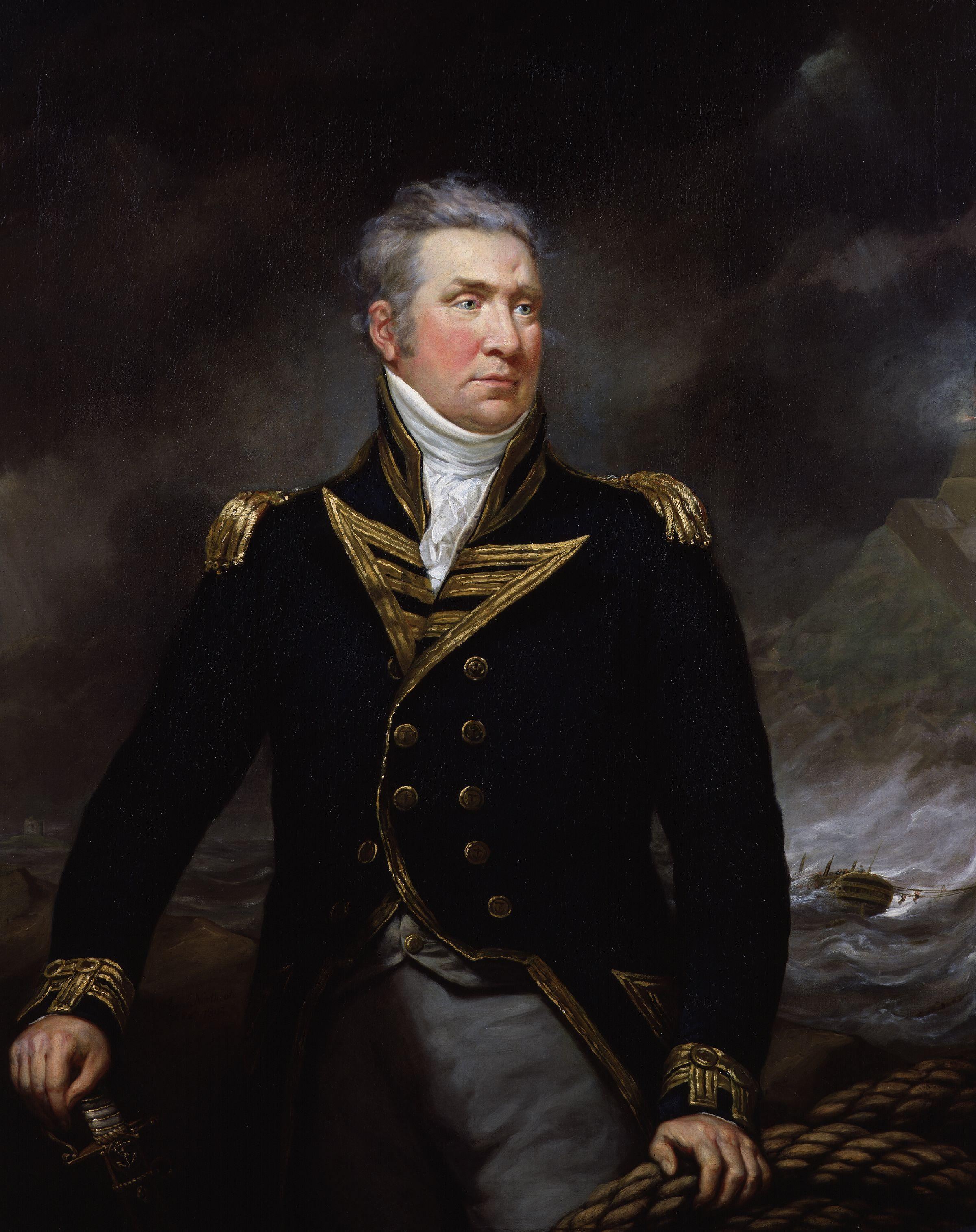
ジェームズ・ノースコートによる肖像画、1804年。

初代エクスマス子爵エドワード・ペリュー（Edward Pellew, 1st Viscount Exmouth GCB、1757年4月9日 – 1833年1月23日）は、イギリス海軍の軍人。提督、連合王国海軍副提督。アメリカ独立戦争、フランス革命戦争、ナポレオン戦争に従軍した。弟イズラエル・ペリューも海軍軍人である。
1793年6月18日の海戦、1797年1月13日の海戦、1816年のアルジェ砲撃で知られる。

## 生涯

### 少年時代
サミュエル・ペリュー（Samuel Pellew、1765年没、ハンフリー・ペリューの息子）と妻コンスタンス（エドワード・ラングフォードの娘）の次男として、1757年4月19日にドーバーで生まれた。ペリュー家はコーンウォールの古い家系であり、ペリューの父サミュエルは郵便船の船長だった。1764年に父が亡くなると、一家はペンザンスに引っ越し、ペリューは数年間トゥルロのグラマースクールに通学した。彼は血の気の多い少年であり、校長に嫌われていた。

### 初期の経歴
1770年に海軍に入り、ジョン・ストット艦長のフリゲート艦ジュノーに乗組んでフォークランド諸島に赴いた。1772年にはストットに従ってフリゲートのアラームに移り、3年間地中海で勤務したが、艦長との間でもめごとを起こし、マルセイユで艦を下ろされた。幸い、マルセイユで父親の旧友である商船長と出会い、リスボン経由で帰国することができた。彼はその後フィルモン・ポウノル艦長のフリゲートのブロンドに乗組んだ。ブロンドは1776年春にジョン・バーゴイン将軍をアメリカへ運んだ。同年10月、ペリューはジェームズ・リチャード・デイカーズ海尉の指揮下、士官候補生ブラウンと共にシャンプレーン湖上のテンダー（はしけ）の「カールトン」に分遣された。10月11日からのバルカー島の戦いにおいてデイカーズとブラウンが共に重傷を負い、指揮権がペリューに移ると、彼は持ち前の勇敢さによって船を重大な危地から脱出させた。この功績により、ペリューは即座に「カールトン」の指揮を命じられ、イングランドに帰った際には海尉に昇進する約束を得た。1777年夏、ペリューは少数の水兵を率いてバーゴイン将軍の下でサラトガの戦いを戦い、捕虜になったのち本国へ送還された。サラトガの戦いでは一番下の弟ジョンが戦死している。
ペリューはイングランドに戻ると1778年1月9日に海尉に昇進し、ポーツマス軍港の戦列艦プリンセス・アミーリアに配属された。ペリューは外洋で活動することを望んだが、海軍大臣のサンドウィッチ伯爵はサラトガでの降伏条件として前線での勤務が許可されないと判断した。同年末には「ライコーン」に配属され、1779年春にニューファンドランドへ出動し、同年冬に帰還して、昔の上官であるポウノル艦長の指揮する「アポロ」に転属した。1780年6月15日、「アポロ」はオーステンデ沖でフランスの大型私掠船「スタニスラウス」と海戦を戦い（1780年6月15日の海戦）、艦長ポウノルはマスケット銃の射撃を受けて死亡したが、ペリューは戦闘を続行して「スタニスラウス」のマストを打ち倒し、スタニスラウスを近くの海岸で座礁させた。18日、サンドウィッチ伯爵はペリューに手紙を書き、「私は、貴官の勇敢で士官の範たる行動の報酬として、ただちに貴官に昇進を告げることにいささかの躊躇も感じない」と述べた。7月1日、ペリューはスループ船「ハザード」の艦長になり、スコットランド東岸での任務に6か月間従事した。
1782年3月、ペリューは「ペリカン」の指揮を委ねられた。ペリカンはフランスから拿捕した小型の艦船であり、『英国人名事典』によればペリューは「キャビンに座っている主人の髪を甲板の召使が整えることができる」とペリカンの小ささに関する皮肉を言ったという。4月28日、ブルターニュ沿岸の哨戒中に私掠船3隻を拿捕して座礁させ、その褒賞として5月25日に勅任艦長に昇進、戦列艦アルトワの一時的な指揮を命じられた。アルトワの艦長としては7月1日にフリゲート級の大型私掠船を捕獲した。
1786年から1789年までフリゲートのウィンチェルシーの艦長を務め、冬がくる度にカディスやリスボン経由で帰国しつつ、ニューファンドランド艦隊での任務に就いた。その後、マーク・ミルバンク海軍中将の旗艦艦長として、同じくニューファンドランド艦隊で戦列艦「ソールズベリー」の艦長を務めた。1791年には半給となり、農業で生計を立てようとしたが、あまりもうけなかった。その頃にはロシア海軍の指揮をとることを打診されたが、辞退して引き続き農業に勤しんだ。1793年にフランス革命戦争が開戦すると、艦長職を申請し、36門フリゲートのニンフを任された。ペリューは水兵の補充が困難なことを予想し、コーンウォールの鉱夫約80人を徴募したことで、きわめて短期間でニンフの出動準備を終えた。

### 艦長時代（フランス革命戦争）
1793年6月18日、フランスのフリゲート2隻がイギリス海峡に現れたという知らせを受けて、「ニンフ」がファルマスから出航した。19日の夜明け、「ニンフ」はフランスの36門艦「クレオパトル」を発見した。クレオパトルを指揮するのは、旧体制（アンシャン・レジーム）時代のフランス海軍のうち、革命期にも海軍に残った数少ない士官、ジャン・ムロン（Jean Mullon）だった。ニンフの的確な急襲により、クレオパトルのミズンマストと舵輪は破壊された。これによりクレオパトルは操艦ができなくなってニンフに横付けされ、激しい斬り込み戦の末に拿捕された。ムロンは致命傷を負い、最期の苦しみの中、軍事機密である信号書を飲み込んで処分しようとしたが、間違って命令書のほうを飲み込んでしまい、ペリューは信号書を入手した。信号書はただちにイギリスの海軍本部に送られた。クレオパトルはフランス革命戦争において最初に捕獲された軍艦であり、ポーツマスに運ばれた。6月29日、ペリューは第2代チャタム伯爵の仲介で国王ジョージ3世に謁見、同日にクレオパトル号拿捕の功績により騎士爵に叙された。
1795年1月にフリゲート「インディファティガブル」の艦長になった。
1796年1月26日、インディファティガブルがプリマスで修理を受けていたとき、西インド諸島へ軍隊を輸送していた輸送船「ダットン」が座礁した。海が荒れていたうえ、ダットンの乗員には航海経験の少ない者が多く、パニックになったため、ペリューは救助に尽力した。この功績により、ペリューはプリマスの名誉市民になり、1796年3月18日に準男爵に叙された。

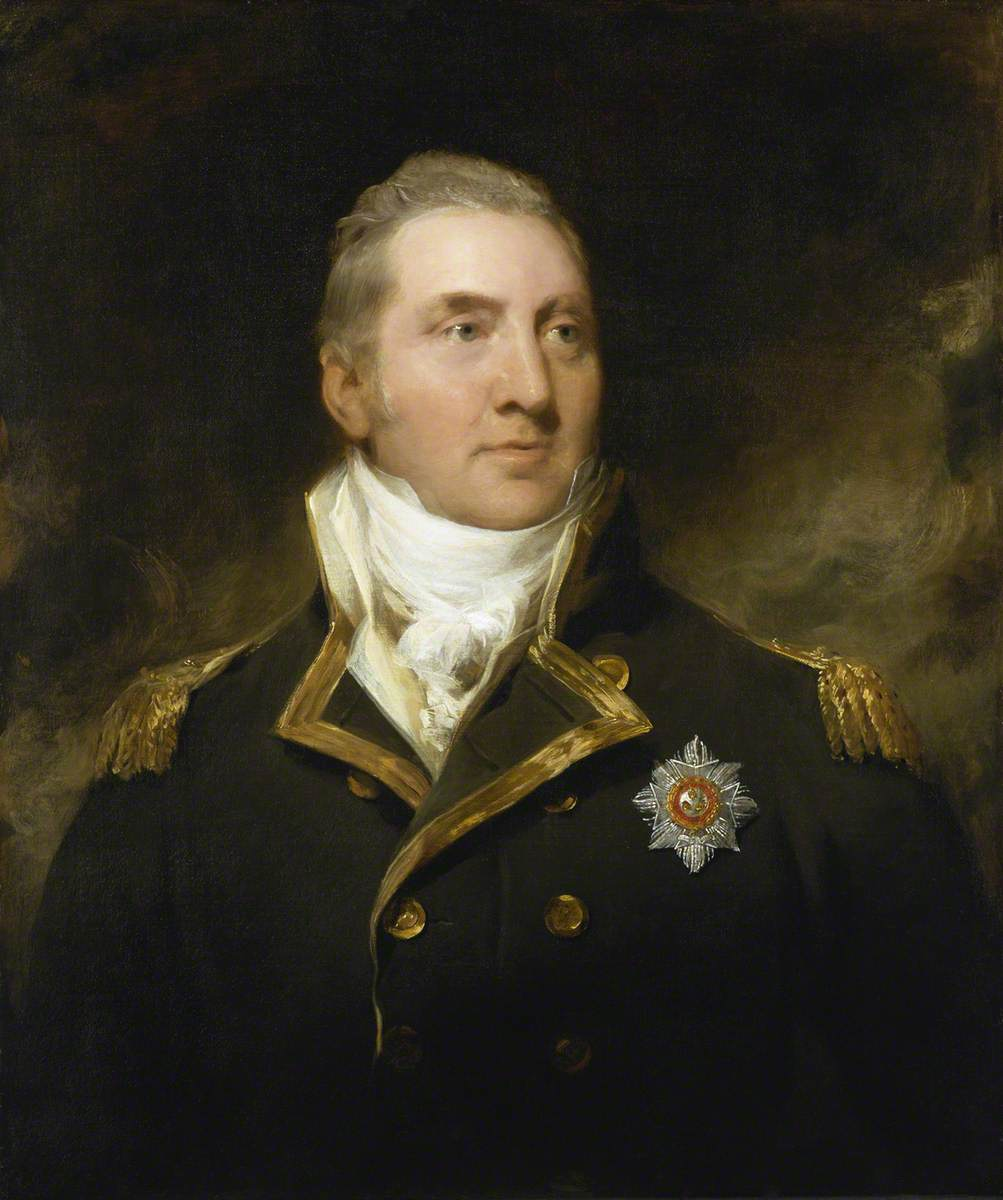
トーマス・ローレンスによる肖像画、1797年ごろ。

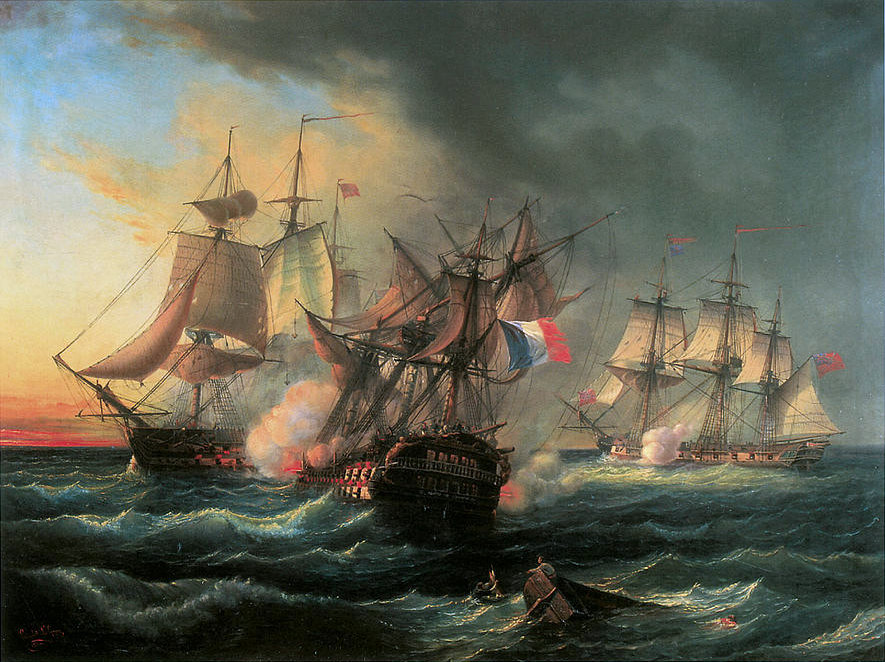
フランス戦列艦ドロワ・ドローム（中央）と交戦するインディファティガブル（左）

1797年1月13日、インディファティガブル艦長としてフリゲート「アマゾン」と共に巡航していたとき、フランスの74門戦列艦「ドロワ・ドローム」を発見した。このとき、ドロワ・ドロームは強風でマストが2本飛ばされており、戦闘は荒天の下、翌朝の夜明け近くまで続いた。夜明けのとき、インディファティガブル、アマゾン、ドロワ・ドロームはブルターニュ地方のオーディエルン湾におり、岸に向けて強風が吹いていたが、インディファティガブルは何とか脱出し、アマゾンとドロワ・ドロームは座礁した。
1802年にアミアンの和約が締結されると、同年7月に庶民院議員に選出された。

### 提督時代と叙爵
1804年4月23日、少将に昇進し、同時に東インド諸島方面の司令長官に任命された。1809年に帰国すると、1810年春に北海艦隊司令長官に任命され、1811年春に地中海艦隊司令長官に任命された。
1814年6月1日、連合王国貴族であるデヴォン州カノンテインにおけるエクスマス男爵に叙された。1815年1月2日にバス勲章ナイト・コマンダーを、1816年3月16日にバス勲章ナイト・グランド・クロスを授与された。
彼はバーバリ諸国に対して英蘭連合艦隊を導いて出撃し、1816年8月27日のアルジェ砲撃に勝利して、市内にいた1,000人のキリスト教徒奴隷を解放した。この功績により、1816年12月10日に同じく連合王国貴族であるデヴォン州におけるエクスマス子爵に叙された。この功績はヨーロッパにおいてイギリスよりキリスト教の勝利とみなされ、ロンドン市は名誉市民称号を贈り、1817年にはスペインからカルロス3世勲章大十字、両シチリア王国から聖フェルディナンドおよびメリット勲章大十字、ネーデルラント連合王国からウィレム軍事勲章大十字、サルデーニャ王国から聖マウリッツィオ・ラザロ勲章大十字、聖アヌンツィアータ勲章を授与された。
イングランドに帰還した後、1817年から1821年までプリマス管区司令長官を務めた。退任後はたまに貴族院に登院するほかはテインマスで余生を過ごした。1832年、名誉職の連合王国海軍副提督に任命され、1833年まで務めた。1833年1月23日にテインマスの自邸で死去、2月6日にデヴォン州クリストーで埋葬された。長男ポウノル・バスタードが爵位を継承した。
テインマス博物館は、彼が収集した広範囲の工芸品のコレクションを所有している。

## 家族
1783年5月28日、スザンナ・フロード（1756年5月26日 – 1837年10月29日、ジェームズ・フロードの娘）と結婚、4男2女をもうけた。スザンナは敬虔な人物だったという。
- エマ・メアリー（1785年1月18日 – 1835年3月） - 1803年12月、海軍軍人ローレンス・ハルステッド（英語版）（1841年4月22日没）と結婚[8]
- ポウノル・バスタード（英語版）（1786年7月1日 – 1833年12月2日） - 第2代エクスマス子爵[1]
- ジュリア（1787年11月29日 – 1831年12月26日） - 1810年1月11日、海軍軍人リチャード・ハワード（Richard Harward、1845年5月2日没）と結婚[8]
- フリートウッド・ブロートン・レノルズ（1789年12月13日 – 1861年7月28日） - 海軍軍人。1816年6月5日、ハリエット・ウェブスター（Harriet Webster、1849年8月7日没、第4代準男爵サー・ゴドフリー・ウェブスター（英語版）の娘）と結婚、子供あり。1851年2月22日、セシール・ドラモンド・ド・メルフォール（Cécile Drummond de Melfort、ド・メルフォール子爵エドゥアールの娘）と再婚したが、1859年に離婚した[8]。1808年のフェートン号事件におけるフェートン号艦長
- ジョージ（英語版）（1793年4月3日 – 1866年10月13日） - 聖職者。1820年6月20日、フランシス・アディントン（Frances Addington、1870年2月27日没、初代シドマス子爵ヘンリー・アディントンの娘）と結婚、子供あり[8]。第6代エクスマス子爵ヘンリー・ペリュー（英語版）の父[9]
- エドワード（1799年11月3日 – 1869年8月29日） - 聖職者。1826年4月10日、マリアン・ウィンスロップ（Maarianne Winthrop、1867年3月6日没、スティーブン・ウィンスロップの娘）と結婚、子供あり[8]。第8代エクスマス子爵エドワード・ペリューの祖父

## ペリューに由来する地名
オーストラリア、カーペンタリア湾のサー・エドワード・ペリュー諸島は、1802年にそこを訪ねたマシュー・フリンダーズが、ペリューにちなんで名づけたものである。他にもオーストラリアの地名にはペリュー岬（ペリュー諸島に隣接）とエクスマス湾とがある。ジャマイカのペリュー島もエドワード・ペリューの名を取ったものである。
フィリピンの東にあるパラオは、以前はペリュー諸島またはペルー諸島とも呼ばれたため、しばしばエドワード・ペリューに由来すると言われることがあるが、これは1783年、まだペリューが名を上げる前にキャプテン・ヘンリー・ウィルソンによって名づけられたものであり、土着の名前ベラウが英語的に訛ったものと考えられている。

## 小説等への登場
ペリューは、セシル・スコット・フォレスターの小説「ホーンブロワーシリーズ」のいくつかの巻でフリゲートのインディファティガブルの艦長として登場する。同作のドラマ化作品であるホーンブロワー 海の勇者ではロバート・リンジーがペリュー役を演じ、原作より重要な役割を与えられている。C・C・ハンフリースの小説『Jack Absolute』では士官候補生として登場、パトリック・オブライアンの小説「オーブリー&マチュリンシリーズ」第11巻『The Reverse of the Medal』で脇役として登場した。

## 関連図書
- Hutchinson, John (1892), “Edward Pellew” (英語), Men of Kent and Kentishmen (Subscription ed.), Canterbury: Cross & Jackman, pp. 99-100, ウィキソースより閲覧。
- Marshall, John (1823), “Pellew, Edward” (英語), Royal Naval Biography, 1, part 1, London, pp. 209–228, ウィキソースより閲覧。
- Chisholm, Hugh, ed. (1911). "Exmouth, Edward Pellew, 1st Viscount" . Encyclopædia Britannica (英語). Vol. 10 (11th ed.). Cambridge University Press. pp. 72–73.